# The Girlie Show World Tour
Die The Girlie Show World Tour war die vierte Konzert-Tournee von US-Popstar Madonna. Sie wurde durch Asien über Nordamerika nach Europa geführt. Die Bühne wurde von ihrem Bruder Christopher Ciccone designt.

## Songliste
1. Introduction/The Girlie Show Theme
2. „Erotica“
3. „Fever“
4. „Vogue“
5. „Rain“
6. „Express Yourself“
7. „Deeper and Deeper“
8. „Why's It So Hard“
9. „In This Life“
10. „The Beast Within“
11. „Like a Virgin“
12. „Bye Bye Baby“
13. „I'm Going Bananas“
14. „La Isla Bonita“
15. „Holiday“
16. „Justify My Love“
17. „Everybody Is A Star/Everybody“

## Tourdaten
| Datum               | Stadt          | Land               | Platz                                       |
| ------------------- | -------------- | ------------------ | ------------------------------------------- |
| Europa              |                |                    |                                             |
| 25. September 1993. | London         | England            | Wembley-Stadion                             |
| 26. September 1993. | London         | England            | Wembley-Stadion                             |
| 28. September 1993. | Paris          | Frankreich         | Palais Omnisports de Paris-Bercy            |
| 29. September 1993. | Paris          | Frankreich         | Palais Omnisports de Paris-Bercy            |
| 1. Oktober 1993.    | Paris          | Frankreich         | Palais Omnisports de Paris-Bercy            |
| 5. Oktober 1993.    | Tel Aviv       | Israel             | Jarkon-Afek-Nationalpark                    |
| 7. Oktober 1993.    | Istanbul       | Türkei             | Inönü-Stadion                               |
| Nordamerika         |                |                    |                                             |
| 11. Oktober 1993.   | Toronto        | Kanada             | Rogers Centre                               |
| 12. Oktober 1993.   | Toronto        | Kanada             | Rogers Centre                               |
| 14. Oktober 1993.   | New York       | Vereinigte Staaten | Madison Square Garden                       |
| 15. Oktober 1993.   | New York       | Vereinigte Staaten | Madison Square Garden                       |
| 17. Oktober 1993.   | New York       | Vereinigte Staaten | Madison Square Garden                       |
| 19. Oktober 1993.   | Philadelphia   | Vereinigte Staaten | Philadelphia Spectrum                       |
| 21. Oktober 1993.   | Auburn Hills   | Vereinigte Staaten | Palace of Auburn Hills                      |
| 23. Oktober 1993.   | Montreal       | Kanada             | Olympiastadion Montreal                     |
| Lateinamerika       |                |                    |                                             |
| 26. Oktober 1993.   | Bayamón        | Puerto Rico        | Estadio Juan Ramón Loubriel                 |
| 30. Oktober 1993.   | Buenos Aires   | Argentinien        | Estadio Monumental Antonio Vespucio Liberti |
| 31. Oktober 1993.   | Buenos Aires   | Argentinien        | Estadio Monumental Antonio Vespucio Liberti |
| 3. November 1993.   | São Paulo      | Brasilien          | Estádio do Morumbi                          |
| 6. November 1993.   | Rio de Janeiro | Brasilien          | Maracanã                                    |
| 10. November 1993.  | Mexiko-Stadt   | Mexiko             | Foro Sol                                    |
| 12. November 1993.  | Mexiko-Stadt   | Mexiko             | Foro Sol                                    |
| 13. November 1993.  | Mexiko-Stadt   | Mexiko             | Foro Sol                                    |
| Australien          |                |                    |                                             |
| 19. November 1993.  | Sydney         | Australien         | Sydney Cricket Ground                       |
| 24. November 1993.  | Brisbane       | Australien         | ANZ Stadium                                 |
| 26. November 1993.  | Melbourne      | Australien         | Melbourne Cricket Ground                    |
| 27. November 1993.  | Melbourne      | Australien         | Melbourne Cricket Ground                    |
| 29. November 1993.  | Melbourne      | Australien         | Melbourne Cricket Ground                    |
| 1. Dezember 1993.   | Adelaide       | Australien         | Adelaide Oval                               |
| 3. Dezember 1993.   | Sydney         | Australien         | Sydney Cricket Ground                       |
| 4. Dezember 1993.   | Sydney         | Australien         | Sydney Cricket Ground                       |
| Asien               |                |                    |                                             |
| 7. Dezember 1993.   | Fukuoka        | Japan              | Fukuoka Dome                                |
| 8. Dezember 1993.   | Fukuoka        | Japan              | Fukuoka Dome                                |
| 9. Dezember 1993.   | Fukuoka        | Japan              | Fukuoka Dome                                |
| 13. Dezember 1993.  | Tokio          | Japan              | Tokyo Dome                                  |
| 14. Dezember 1993.  | Tokio          | Japan              | Tokyo Dome                                  |
| 16. Dezember 1993.  | Tokio          | Japan              | Tokyo Dome                                  |
| 17. Dezember 1993.  | Tokio          | Japan              | Tokyo Dome                                  |
| 19. Dezember 1993.  | Tokio          | Japan              | Tokyo Dome                                  |